# Nigrofomes
Nigrofomes là một chi nấm thuộc họ Polyporaceae.